# Сан-Джиминьяно1300
«Сан-Джиминьяно1300» — музей истории и искусства, расположенный в историческом центре города Сан-Джиминьяно. Музей открыт в феврале 2010 года. Посвящён историко-художественному изображению жизни города в период Средневековья.

## Общие сведения
Первоначально музей был расположен в отреставрированных залах дворцов Гамуччи и Фикарелли. В конце 2013 года музей был перенесён в отреставрированную церковь. 
Площадь музея составляет 400 м2.

## Экспозиция
Экспозиция музея состоит из десяти выставочных галерей. В галереях восстановлены детали городской и сельской жизни, посвящённые ремёслам и профессиям эпохи. 
В первой галерее представлена информация о Виа Франчигена и главных путях паломничества в cредние века. 
Во второй галерее расположена реконструкция города Сан-Джиминьяно XIV века в масштабе 1:100 ручной работы, выполненная из керамики. В третьей галерее представлен фольклор районов Сан-Джиминьяно.
В четвёртой галерее на мультимедийных панелях показана история города.
В пятой галерее — виртуальные  ремесленные мастерские, места города. В шестой галерее — дом-башня, седьмой и восьмой показана жизнь дворца и за его пределами.

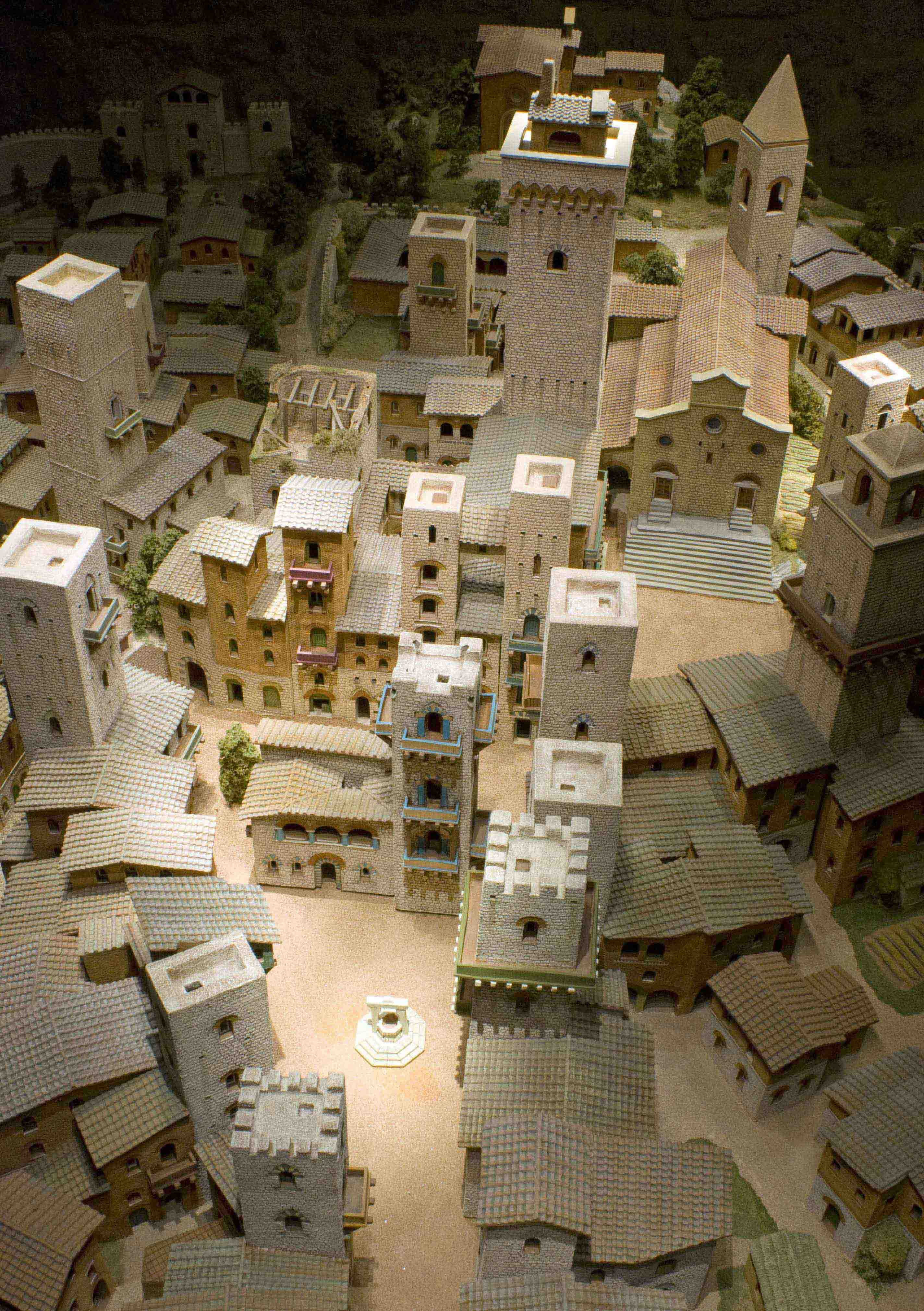
Piazza della Cisterna

Большое художественное значение имеет экспозиция некоторых деталей фрески художника Меммо ди Филиппуччо, выполненной внутри палаццо дель Подеста в начале XIV века. Филиппуччо оставил ясную и подробную картину независимого и беспечного общества Сан-Джиминьяно как вольной коммуны.
Модель монастыря святого Франциска, полностью разрушенного в XVI веке при расширении городских укреплений, была открыта в январе 2011 года.
Историческая экспозиция музея включает серию акварелей Энрико Гуеррини, изображающих ряд важных моментов истории области и города Сан-Джиминьяно со времён этрусков до наших дней.

## Награды
В 2011 музей был взят под покровительство Национальной комиссии Италии по делам ЮНЕСКО за высокую и квалифицированную образовательную ценность учебных предложений «История, Искусство и Традиция».

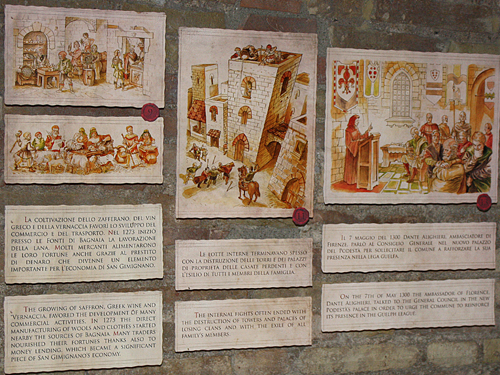
Testimoni del Tempo